# Awaking the Gods: live in Mexico
Awaking the Gods: live in Mexico es la tercera producción de Haggard, banda de metal medieval/sinfónico procedente de Alemania.
Es el material grabado en el concierto en México en 2001 y que salió a la venta el 24 de septiembre de 2001 por el sello Drakkar Entertainment.

## Temas
1. Intro / Rachmaninov Choir – 2:14
2. Mediaeval Part – 1:49
3. Lost – 4:38
4. Prophecy Fulfilled – 7:02
5. Menuett – 1:21
6. Origin of a Crystal Soul – 7:14
7. Awakening the Centuries – 10:10
8. Courante – 1:29
9. In a Fullmoon Procession – 6:09
10. The Final Victory – 7:03
11. In a Pale Moon's Shadow – 11:02

- Datos: Q1948529